# Lobelia stenodonta
Lobelia stenodonta là loài thực vật có hoa trong họ Hoa chuông. Loài này được (Fernald) McVaugh mô tả khoa học đầu tiên năm 1940.